# 16972 Neish
16972 Neish este o planetă minoră (asteroid) din centura de asteroizi. A fost descoperită pe 21 noiembrie 1998 la Experimental Test Site⁠(d) de Lincoln Near-Earth Asteroid Research. 
Obiectul prezintă o orbită caracterizată de o semiaxă mare de 2,5400631 UAi, o excentricitate de 0,18, o înclinație de 9,76973 ° în raport cu ecliptica.